# 1885 aux Territoires du Nord-Ouest
Chronologie des Territoires du Nord-Ouest
- 1881
- 1882
- 1883
- 1884
- 1885
- 1886
- 1887
- 1888
- 1889

Cette page concerne les événements survenus en 1885 dans le territoire canadien des Territoires du Nord-Ouest.

## Politique
- Premier ministre : Edgar Dewdney (Lieutenant-gouverneur des Territoires du Nord-Ouest)
- Commissaire :
- Législature :

## Événements
- 17 novembre : la ligne de chemin de fer transcontinentale du Canadien Pacifique est achevée. La colonisation agricole atteint le Sud des Territoires du Nord-Ouest.